# Al-Wahda Football Club
Al-Wahda Football Club é um clube de futebol dos Emirados Árabes Unidos, que fica sediado na capital Abu Dhabi. Al-Wahda significa Unidade.

## Elenco atual
Atualizado em 15 de janeiro de 2021.
Legenda
- : Capitão
- : Jogador suspenso
- : Jogador lesionado

## Títulos

### Nacionais
- UAE League: 4 (1999, 2001, 2005 e 2010)
- Copa do Presidente: 2 (2000 e 2017)
- Copa do Vice-Presidente: 3 (1994, 1995 e 2001)
- UAE Super Copa: 4 (2001, 2011, 2017 e 2018)
- Etisalat Emirates Cup: 2 (2016 e 2018)